# 库德勒索
库德勒索（法語：Coudreceau，法語發音：[kudʁəso]）是法国厄尔-卢瓦省的一个旧市镇，属于诺让勒罗特鲁区。2019年，库德勒索与临近的2个市镇合并为新市镇阿尔西斯。

## 地理
库德勒索（48°20'44"N, 0°55'21"E）面积13.31 平方千米，位于法国中央-卢瓦尔河谷大区厄尔-卢瓦省，该省份为法国北部内陆省份，北起顺时针与厄尔省、伊夫林省、埃松省、卢瓦雷省、卢瓦-谢尔省、萨尔特省和奧恩省接壤。
与库德勒索接壤的市镇（或旧市镇、城区）包括：于讷河畔萨布隆、库隆日莱萨布隆、圣蒂尼。

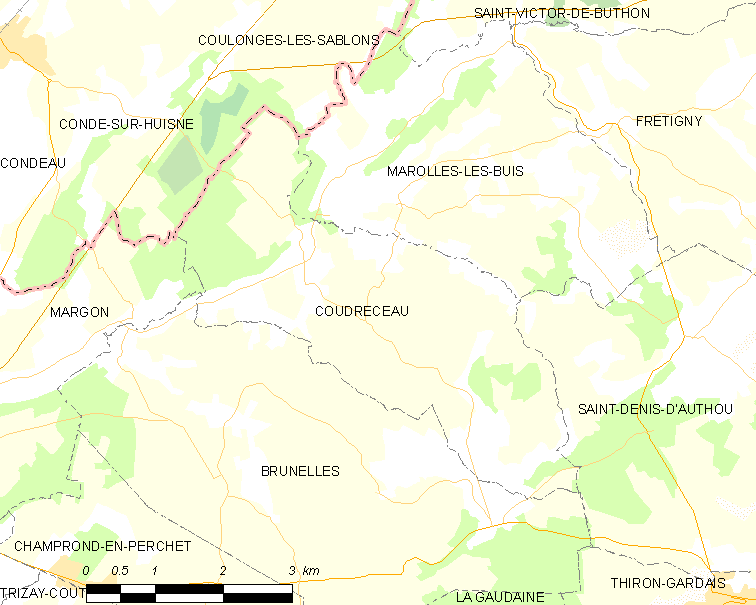
库德勒索的OSM定位图

库德勒索的时区为UTC+01:00、UTC+02:00（夏令时）。

## 行政
库德勒索的邮政编码为28400，INSEE市镇编码为28112。

## 政治
库德勒索所属的省级选区为诺让勒罗特鲁县。

## 人口

1962-2008年间库德勒索人口变化图示

库德勒索于2018年1月1日时的人口数量为491人。